# Juni 2020
Dit artikel geeft een chronologisch overzicht van de belangrijkste gebeurtenissen per dag in de maand juni van het jaar 2020.

## Gebeurtenissen

### 1 juni
- Jan Hendriks (1954) wordt geïnstalleerd als bisschop van het R.K. bisdom Haarlem-Amsterdam, als opvolger van Jos Punt.
- Op De Dam in Amsterdam wordt een protestdemonstratie gehouden i.v.m. de gewelddadige dood als gevolg van politieoptreden van de zwarte Amerikaan George Floyd (46). Hiervoor krijgt burgemeester Femke Halsema achteraf veel kritiek, vooral uit rechtse kringen van de landelijke en plaatselijke politiek, omdat het door het onverwacht grote aantal deelnemers onmogelijk was om de in verband met de coronacrisis geadviseerde onderlinge afstand van 1,5 meter te houden en er vervolgens door de politie niet is ingegrepen.

### 4 juni
- Het Libische leger krijgt opnieuw de volledige controle over de hoofdstad Tripoli, na het Libische Nationale Leger van generaal Hafar te hebben verdreven.[1](Lees verder)

### 8 juni
- Boko Haram vermoordt zeker 69 zwarte mensen bij een aanval op een dorp in Borno, in het noorden van Nigeria. Het dorp wordt verwoest en er worden veel bezittingen gestolen.[2]

### 12 juni
- In veel staten van de Verenigde Staten stijgt het aantal COVID-19-besmettingen weer. Waarschijnlijk houdt de stijging verband met het versoepelen van de lockdownmaatregelen.[3]

### 16 juni
- In de Chinese hoofdstad Peking worden meer dan 100 nieuwe COVID-19-besmettingen vastgesteld. De nieuwe COVID-19-uitbraak is vermoedelijk ontstaan op de Xinfadi, een grote voedselmarkt.[4]
- In de Indiase grensregio Ladakh komen bij gevechten tussen Chinese en Indiase militairen zeker 20 Indiase militairen om het leven, meldt het Indiase leger. Later meldt een Indiase minister dat er ook 40 Chinese militairen zouden zijn omgekomen.[5]

### 19 juni
- In Duitsland stijgt het aantal COVID-19-besmettingen voor de derde dag op rij fors. Het Robert Koch Instituut meldt 770 nieuwe gevallen in de afgelopen 24 uur.[6] (Lees verder)

### 20 juni
- Na de Verenigde Staten zijn er nu ook in Brazilië meer dan een miljoen officieel vastgestelde COVID-19-besmettingen.[7] (Lees verder)

### 21 juni
- Bij een aanslag met een mes in de Britse stad Reading vallen zeker drie doden. De dader is een 25-jarige man uit Libië. De Britse politie gaat uit van een terroristisch motief.[8]
- Bij rellen en plunderingen in het centrum van Stuttgart worden zeker 24 arrestaties verricht en raken 19 agenten gewond. De vermoedelijke aanleiding is de aanhouding van een 17-jarige jongen die betrokken was bij drugshandel.[9]

### 23 juni
- In de Siberische plaats Verchojansk wordt 38 °C gemeten, de hoogste temperatuur ooit waargenomen binnen het Noordpoolgebied.[10]
- De oppositieleider Lazarus Chakwera (van de Malawi Congress Party) wint de presidentsverkiezingen in Malawi met ruim 58% van de stemmen.[11]

### 27 juni
- In de Verenigde Staten stijgt het aantal geregistreerde COVID-19-besmettingen tot boven de 2,5 miljoen, nadat er in meerdere staten opnieuw een recordhoge stijging van het aantal besmettingen is vastgesteld.

### 28 juni
- Guðni Thorlacius Jóhannesson wordt herkozen als president van IJsland, met bijna 92 procent van de stemmen.[12]

### 29 juni
- Bij een aanslag op het Pakistan Stock Exchange in de Pakistaanse stad Karachi vallen acht doden, inclusief de vier daders. De aanslag wordt opgeëist door de Balochistan Liberation Army.[13]
- Iran vaardigt vanwege de dood van generaal Soleimani een arrestatiebevel uit tegen president Trump en enkele andere Amerikaanse functionarissen.[14]

### 30 juni
- In China wordt de inhoud van de nieuwe veiligheidswet met betrekking tot Hongkong bekendgemaakt. De wet wordt per direct van kracht.[15]
- Koning Filip van België betuigt, als eerste Belgische koning, spijt voor de kolonialistische periode van zijn land in Congo. Hij doet dit op het moment dat Congo viert dat het 60 jaar onafhankelijk is.

## Overleden
<< · januari · februari · maart · april · mei · juni · juli · augustus · september · oktober · november · december · >>